# Islandia en la China Cup 2017
La selección de Islandia fue uno de los cuatro equipos participantes en la China Cup 2017, torneo que se jugó en la ciudad de Nanning (China) entre el 10 de enero y el 15 de enero de 2017.
El torneo fue auspiciado por la Asociación China de Fútbol, Wanda Sports Holdings, la Región Autónoma Zhuang de Guangx, Sports Bureau y el Gobierno Municipal de Nanning; y patrocinado por electrónica Gree.
La copa fue oficialmente organizada por la FIFA, y las selecciones invitadas aparte del elenco nórdico fueron: Croacia, Chile equipo bicampeón de las Copa Américas 2015 y 2016, y China como el anfitrión.
El formato del torneo constó en que los cuatro equipos participantes jugaron un cuadrangular de eliminación directa a partido único, formando dos parejas siendo estas las semifinales del torneo en que los derrotados jugaron por el tercer lugar y los ganadores se enfrentaron por el título en la final.
En las semifinales los locales enfrentaron a Islandia, mientras que Chile se midió con Croacia. Los ganadores de ambas llaves disputaron el partido decisivo en Nanning el 15 de enero, mientras que los perdedores jugaron el partido por el premio de consuelo el 14 de enero. En aquella instancia Islandia venció con claridad por 2 goles a cero a China quienes se despidieron tempranamente de la competición que lleva su nombre, no sin antes jugar el partido por el tercer puesto ante Croacia. En la final Islandia se enfrentó a Chile saliendo vencida del duelo por la cuenta mínima en un partido con pocas llegadas para ambos equipos, todo lo sentenció una temprana anotación de Ángelo Sagal en el primer tiempo que definió el cotejo a favor de La roja, y que de paso acabó con el sueño de los nórdicos de alcanzar el trofeo.

## Lista de jugadores
A continuación la nómina de jugadores que fueron llamados para la competición. Los datos expuestos en el cuadro son cifras anteriores a la realización del torneo.
| N.º                 | Nombre                  | Posición      | Edad    | PJ | Goles | Club              |
| ------------------- | ----------------------- | ------------- | ------- | -- | ----- | ----------------- |
| 1                   | Hannes Þór Halldórsson  | Portero       | 32 años | 41 | 0     | Randers FC        |
| 12                  | Ögmundur Kristinsson    | Portero       | 27 años | 12 | 0     | Hammarby IF       |
| 13                  | Rúnar Alex Rúnarsson    | Portero       | 21 años | 0  | 0     | FC Nordsjælland   |
| 2                   | Birkir Már Sævarsson    | Defensa       | 32 años | 67 | 1     | Hammarby IF       |
| 3                   | Kristinn Jónsson        | Defensa       | 26 años | 5  | 0     | Sarpsborg 08 FF   |
| 4                   | Orri Sigurður Ómarsson  | Defensa       | 21 años | 0  | 0     | Valur Reykjavík   |
| 5                   | Jón Guðni Fjóluson      | Defensa       | 27 años | 8  | 0     | IFK Norrköping    |
| 14                  | Kári Árnason 2.o        | Defensa       | 34 años | 56 | 3     | Malmö FF          |
| 15                  | Viðar Ari Jónsson       | Defensa       | 22 años | 0  | 0     | Fjölnir Reykjavík |
| 20                  | Böðvar Böðvarsson       | Defensa       | 21 años | 0  | 0     | FH Hafnarfjörður  |
| 6                   | Victor Pálsson          | Mediocampista | 25 años | 4  | 0     | Esbjerg fB        |
| 7                   | Aron Sigurðarson        | Mediocampista | 23 años | 1  | 1     | Tromsø IL         |
| 10                  | Björn Daníel Sverrisson | Mediocampista | 26 años | 6  | 0     | Aarhus GF         |
| 11                  | Arnór Smárason          | Mediocampista | 28 años | 19 | 2     | Hammarby IF       |
| 16                  | Oliver Sigurjónsson     | Mediocampista | 21 años | 0  | 0     | Breiðablik UBK    |
| 18                  | Theódór Elmar Bjarnason | Mediocampista | 29 años | 34 | 0     | Aarhus GF         |
| 19                  | Sigurður Egill Lárusson | Mediocampista | 24 años | 0  | 0     | Valur Reykjavík   |
| 8                   | Björn Sigurðarson       | Delantero     | 25 años | 3  | 0     | Molde FK          |
| 9                   | Kjartan Finnbogason     | Delantero     | 30 años | 4  | 0     | AC Horsens        |
| 17                  | Óttar Magnús Karlsson   | Delantero     | 19 años | 0  | 0     | Molde FK          |
| 21                  | Albert Guðmundsson      | Delantero     | 19 años | 0  | 0     | Jong PSV          |
| 22                  | Elías Már Ómarsson      | Delantero     | 21 años | 6  | 0     | IFK Göteborg      |
| Bandera de Islandia | Heimir Hallgrímsson     | Entrenador    | 49 años | 5  | 8     |                   |

## Participación

### Semifinal

#### China - Islandia
| 10 de enero de 2017, 20:00 h | China | 0:2 (0:0) | Islandia                          | Guangxi Sports Center, Nanning                             |                                                            |
|                              |       | Reporte   | 65' Finnbogason · 89' Sigurðarson | Asistencia: 23.876 espectadores Árbitro(s): Kim Jong-hyeok | Asistencia: 23.876 espectadores Árbitro(s): Kim Jong-hyeok |

| 22         | Guardameta     | Chi Wenyi      |     |
| 6          | Defensa        | Gao Zhunyi     |     |
| 5          | Defensa        | Yang Shaping   |     |
| 13         | Defensa        | Deng Hanwen    | 65' |
| 21         | Defensa        | Hui Jiakang    | 72' |
| 8          | Centrocampista | Cai Huikang    |     |
| 11         | Centrocampista | Yin Hongbo     | 57' |
| 4          | Centrocampista | Fan Xiaodong   |     |
| 15         | Centrocampista | Chi Zhongguo   |     |
| 19         | Centrocampista | Cao Yunding    | 80' |
| 9          | Delantero      | Mao Jianqing   | 46' |
| Entrenador | Entrenador     | Marcello Lippi |     |

| 1          | Guardameta     | Hannes Þór Halldórsson  |     |
| 2          | Defensa        | Birkir Már Sævarsson    |     |
| 3          | Defensa        | Kristinn Jónsson        | 59' |
| 5          | Defensa        | Jón Guðni Fjóluson      |     |
| 6          | Defensa        | Gudlaugur Pálsson       |     |
| 10         | Centrocampista | Björn Daníel Sverrisson | 73' |
| 14         | Centrocampista | Kári Árnason            |     |
| 18         | Centrocampista | Theódór Elmar Bjarnason | 77' |
| 22         | Delantero      | Elías Már Ómarsson      | 90' |
| 8          | Delantero      | Björn Sigurðarson       | 90' |
| 11         | Delantero      | Arnór Smárason          | 59' |
| Entrenador | Entrenador     | Heimir Hallgrímsson     |     |

| 10 | Centrocampista | Hu Rentian    | 46' |
| 18 | Centrocampista | Chen Zhongliu | 57' |
| 2  | Defensa        | Bai Jiajun    | 65' |
| 20 | Centrocampista | Wang Jinxian  | 72' |
| 7  | Delantero      | Wang Jingbin  | 80' |

| 9  | Delantero      | Kjartan Finnbogason    | 59' |
| 20 | Defensa        | Böðvar Böðvarsson      | 59' |
| 7  | Centrocampista | Aron Sigurðarson       | 73' |
| 17 | Delantero      | Óttar Magnús Karlsson  | 77' |
| 21 | Delantero      | Albert Guðmundsson     | 90' |
| 4  | Defensa        | Orri Sigurður Ómarsson | 90' |

| Amonestado | 8' | Deng Hanwen |

| Amonestado | 79' | Birkir Már Sævarsson |

| Anotado | 65' | Finnbogason | 0 - 1 |
| Anotado | 89' | Sigurðarson | 0 - 2 |

| Árbitro             | Kim Jong-hyeok  |
| Árbitros asistentes | Kim Young-ha    |
| Árbitros asistentes | Yoon Kwang-yeol |
| Cuarto árbitro      | Ko Hyung-jin    |

| 22         | Guardameta     | Chi Wenyi      |     |
| 6          | Defensa        | Gao Zhunyi     |     |
| 5          | Defensa        | Yang Shaping   |     |
| 13         | Defensa        | Deng Hanwen    | 65' |
| 21         | Defensa        | Hui Jiakang    | 72' |
| 8          | Centrocampista | Cai Huikang    |     |
| 11         | Centrocampista | Yin Hongbo     | 57' |
| 4          | Centrocampista | Fan Xiaodong   |     |
| 15         | Centrocampista | Chi Zhongguo   |     |
| 19         | Centrocampista | Cao Yunding    | 80' |
| 9          | Delantero      | Mao Jianqing   | 46' |
| Entrenador | Entrenador     | Marcello Lippi |     |

| 1          | Guardameta     | Hannes Þór Halldórsson  |     |
| 2          | Defensa        | Birkir Már Sævarsson    |     |
| 3          | Defensa        | Kristinn Jónsson        | 59' |
| 5          | Defensa        | Jón Guðni Fjóluson      |     |
| 6          | Defensa        | Gudlaugur Pálsson       |     |
| 10         | Centrocampista | Björn Daníel Sverrisson | 73' |
| 14         | Centrocampista | Kári Árnason            |     |
| 18         | Centrocampista | Theódór Elmar Bjarnason | 77' |
| 22         | Delantero      | Elías Már Ómarsson      | 90' |
| 8          | Delantero      | Björn Sigurðarson       | 90' |
| 11         | Delantero      | Arnór Smárason          | 59' |
| Entrenador | Entrenador     | Heimir Hallgrímsson     |     |

| 10 | Centrocampista | Hu Rentian    | 46' |
| 18 | Centrocampista | Chen Zhongliu | 57' |
| 2  | Defensa        | Bai Jiajun    | 65' |
| 20 | Centrocampista | Wang Jinxian  | 72' |
| 7  | Delantero      | Wang Jingbin  | 80' |

| 9  | Delantero      | Kjartan Finnbogason    | 59' |
| 20 | Defensa        | Böðvar Böðvarsson      | 59' |
| 7  | Centrocampista | Aron Sigurðarson       | 73' |
| 17 | Delantero      | Óttar Magnús Karlsson  | 77' |
| 21 | Delantero      | Albert Guðmundsson     | 90' |
| 4  | Defensa        | Orri Sigurður Ómarsson | 90' |

| Amonestado | 8' | Deng Hanwen |

| Amonestado | 79' | Birkir Már Sævarsson |

| Anotado | 65' | Finnbogason | 0 - 1 |
| Anotado | 89' | Sigurðarson | 0 - 2 |

| Árbitro             | Kim Jong-hyeok  |
| Árbitros asistentes | Kim Young-ha    |
| Árbitros asistentes | Yoon Kwang-yeol |
| Cuarto árbitro      | Ko Hyung-jin    |

|  |

### Final

#### Islandia - Chile
| 15 de enero de 2017, 15:35 | Islandia | 0:1 (0:1) | Chile     | Guangxi Sports Center, Nanning                      |                                                     |
|                            |          | Reporte   | Sagal 18' | Asistencia: 26.335 espectadores Árbitro(s): Ma Ning | Asistencia: 26.335 espectadores Árbitro(s): Ma Ning |

| 12         | Guardameta     | Ogmundur Kristinsson       |     |
| 5          | Defensa        | Jón Gudni Fjóluson         |     |
| 3          | Defensa        | Kristinn Johnsson          | 65' |
| 2          | Defensa        | Birkir Már Sævarsson       | 89' |
| 14         | Defensa        | Kári Árnason               |     |
| 10         | Centrocampista | Björn Daniel Sverrison     | 65' |
| 19         | Centrocampista | Siguröur Egill Lárusson    | 55' |
| 6          | Centrocampista | Victor Palsson             | 79' |
| 18         | Centrocampista | Theódór Elmar Bjarnason    | 76' |
| 9          | Delantero      | Kjartan Henry Finnbogason  |     |
| 8          | Delantero      | Björn Bergmann Sigurðarson |     |
| Entrenador | Entrenador     | Heimir Hallgrímsson        |     |

| 1          | Guardameta     | Cristopher Toselli    |     |
| 5          | Defensa        | Paulo Díaz            |     |
| 20         | Defensa        | Guillermo Maripán     |     |
| 3          | Defensa        | Óscar Opazo           |     |
| 15         | Defensa        | Jean Beausejour       |     |
| 8          | Centrocampista | Carlos Carmona        | 70' |
| 14         | Centrocampista | Esteban Pavez         |     |
| 7          | Centrocampista | Leonardo Valencia     | 90' |
| 6          | Centrocampista | José Pedro Fuenzalida | 79' |
| 9          | Delantero      | Ángelo Sagal          | 65' |
| 11         | Delantero      | Eduardo Vargas        |     |
| Entrenador | Entrenador     | Juan Antonio Pizzi    |     |

| 22 | Delantero      | Eliás Már Ómarzon     | 55' |
| 15 | Defensa        | Viorar Ari Jónsson    | 65' |
| 7  | Centrocampista | Aron Sigurðarson      | 65' |
| 17 | Centrocampista | Óttar Magnús Karlsson | 76' |
| 11 | Centrocampista | Arnór Smárason        | 79' |
| 20 | Defensa        | Boovar Boovarsson     | 89' |

| 21 | Delantero      | César Pinares    | 65' |
| 13 | Centrocampista | Pablo Galdames   | 70' |
| 10 | Delantero      | Junior Fernandes | 79' |
| 4  | Defensa        | Branco Ampuero   | 90' |

| Amonestado | 24' | Theódór Elmar Bjarnason |

| Amonestado | 84' | Guillermo Maripán |
| Amonestado | 90' | César Pinares     |

| Anotado | 19' | Ángelo Sagal | 1 - 0 |

| Árbitro                      | Ma Ning       |
| Árbitros asistentes          | Ma Ji         |
| Árbitros asistentes          | Cao Yi        |
| Cuarto árbitro               | Fu Ming       |
| Árbitro asistente de reserva | Yang Zhiqiang |

| 12         | Guardameta     | Ogmundur Kristinsson       |     |
| 5          | Defensa        | Jón Gudni Fjóluson         |     |
| 3          | Defensa        | Kristinn Johnsson          | 65' |
| 2          | Defensa        | Birkir Már Sævarsson       | 89' |
| 14         | Defensa        | Kári Árnason               |     |
| 10         | Centrocampista | Björn Daniel Sverrison     | 65' |
| 19         | Centrocampista | Siguröur Egill Lárusson    | 55' |
| 6          | Centrocampista | Victor Palsson             | 79' |
| 18         | Centrocampista | Theódór Elmar Bjarnason    | 76' |
| 9          | Delantero      | Kjartan Henry Finnbogason  |     |
| 8          | Delantero      | Björn Bergmann Sigurðarson |     |
| Entrenador | Entrenador     | Heimir Hallgrímsson        |     |

| 1          | Guardameta     | Cristopher Toselli    |     |
| 5          | Defensa        | Paulo Díaz            |     |
| 20         | Defensa        | Guillermo Maripán     |     |
| 3          | Defensa        | Óscar Opazo           |     |
| 15         | Defensa        | Jean Beausejour       |     |
| 8          | Centrocampista | Carlos Carmona        | 70' |
| 14         | Centrocampista | Esteban Pavez         |     |
| 7          | Centrocampista | Leonardo Valencia     | 90' |
| 6          | Centrocampista | José Pedro Fuenzalida | 79' |
| 9          | Delantero      | Ángelo Sagal          | 65' |
| 11         | Delantero      | Eduardo Vargas        |     |
| Entrenador | Entrenador     | Juan Antonio Pizzi    |     |

| 22 | Delantero      | Eliás Már Ómarzon     | 55' |
| 15 | Defensa        | Viorar Ari Jónsson    | 65' |
| 7  | Centrocampista | Aron Sigurðarson      | 65' |
| 17 | Centrocampista | Óttar Magnús Karlsson | 76' |
| 11 | Centrocampista | Arnór Smárason        | 79' |
| 20 | Defensa        | Boovar Boovarsson     | 89' |

| 21 | Delantero      | César Pinares    | 65' |
| 13 | Centrocampista | Pablo Galdames   | 70' |
| 10 | Delantero      | Junior Fernandes | 79' |
| 4  | Defensa        | Branco Ampuero   | 90' |

| Amonestado | 24' | Theódór Elmar Bjarnason |

| Amonestado | 84' | Guillermo Maripán |
| Amonestado | 90' | César Pinares     |

| Anotado | 19' | Ángelo Sagal | 1 - 0 |

| Árbitro                      | Ma Ning       |
| Árbitros asistentes          | Ma Ji         |
| Árbitros asistentes          | Cao Yi        |
| Cuarto árbitro               | Fu Ming       |
| Árbitro asistente de reserva | Yang Zhiqiang |

|  |

## Estadísticas

### Participación de jugadores
| #  | Nombre                  | Posición      | PJ | Min |   |   |   |
| -- | ----------------------- | ------------- | -- | --- | - | - | - |
| 1  | Hannes Þór Halldórsson  | Portero       | 1  | 90  | 0 | 0 | 0 |
| 12 | Ogmundur Kristinsson    | Portero       | 1  | 90  | 0 | 0 | 0 |
| 2  | Birkir Már Sævarsson    | Defensa       | 2  | 179 | 0 | 1 | 0 |
| 3  | Kristinn Jónsson        | Defensa       | 2  | 124 | 0 | 0 | 0 |
| 4  | Orri Sigurður Ómarsson  | Defensa       | 1  | 3   | 0 | 0 | 0 |
| 5  | Jón Guðni Fjóluson      | Defensa       | 2  | 180 | 0 | 0 | 0 |
| 14 | Kári Árnason            | Defensa       | 2  | 180 | 0 | 0 | 0 |
| 15 | Viðar Ari Jónsson       | Defensa       | 1  | 25  | 0 | 0 | 0 |
| 6  | Victor Pálsson          | Mediocampista | 2  | 169 | 0 | 0 | 0 |
| 7  | Aron Sigurðarson        | Mediocampista | 2  | 42  | 1 | 0 | 0 |
| 10 | Björn Daníel Sverrisson | Mediocampista | 2  | 138 | 0 | 0 | 0 |
| 11 | Arnór Smárason          | Mediocampista | 2  | 70  | 0 | 0 | 0 |
| 18 | Theódór Elmar Bjarnason | Mediocampista | 2  | 153 | 0 | 1 | 0 |
| 19 | Sigurður Egill Lárusson | Mediocampista | 1  | 55  | 0 | 0 | 0 |
| 8  | Björn Sigurðarson       | Delantero     | 2  | 180 | 0 | 0 | 0 |
| 9  | Kjartan Finnbogason     | Delantero     | 2  | 121 | 1 | 0 | 0 |
| 17 | Óttar Magnús Karlsson   | Delantero     | 2  | 27  | 0 | 0 | 0 |
| 21 | Albert Guðmundsson      | Delantero     | 1  | 2   | 0 | 0 | 0 |
| 22 | Elías Már Ómarsson      | Delantero     | 2  | 125 | 0 | 0 | 0 |

### Goleadores
| Jugador             | Equipo     | Goles |
| ------------------- | ---------- | ----- |
| Kjartan Finnbogason | AC Horsens | 1     |
| Aron Sigurðarson    | Tromsø IL  | 1     |

### Asistentes
| Jugador             | Equipo     | Asistencias |
| ------------------- | ---------- | ----------- |
| Kjartan Finnbogason | AC Horsens | 1           |